# Праздничные звоны
Праздничные звоны (нем. Festklänge), S. 101 ― седьмая по счёту симфоническая поэма Ференца Листа, сочинённая им в 1853 году. Изначально Лист намеревался представить эту пьесу на своей свадьбе с принцессой Каролиной Витгенштейн, но она так и не состоялась. Композиция была впервые исполнена 9 ноября 1854 года в Веймарском театре в качестве вступительной музыки к произведению Фридриха Шиллера «Приветствия искусств». Симфоническая поэма была опубликована лейпцигским издательством «Breitkopf & Härtel» в 1856 году.
Поэма написана для 2 флейт, 2 гобоев, 2 кларнетов, 2 фаготов, 4 валторн, 3 труб, 2 теноровых тромбонов, бас-тромбона, тубы, литавр, тарелок, бас-барабана и струнных. В отличие от многих других симфонических поэм Листа, поэма «Праздничные звоны» имеет лёгкий и игривый характер. Основная тональность произведения ― до мажор.
Лист также переложил симфоническую поэму для фортепиано (S. 511d ― в две руки и S. 595 ― в четыре руки) и для двух фортепиано (S.641).